# Manna (album)
Manna je třetí studiové album americké soft rockové skupiny Bread, vydané v roce 1971.

## Seznam skladeb
1. "Let Your Love Go" – 2:25 (Gates)
2. "Take Comfort" – 3:33 (Griffin/Royer)
3. "Too Much Love" – 2:46 (Griffin/Royer)
4. "If" – 2:36 (Gates)
5. "Be Kind to Me" – 3:04 (Griffin/Royer)
6. "He's a Good Lad" – 2:59 (Gates)
7. "She Was My Lady" – 2:51 (Gates)
8. "Live in Your Love" – 2:46 (Griffin/Royer)
9. "What a Change" – 3:40 (Gates)
10. "I Say Again" – 2:52 (Griffin/Royer)
11. "Come Again" – 4:03 (Gates)
12. "Truckin'" – 2:32 (Griffin/Royer)

## Sestava
- David Gates – zpěv, kytara, baskytara, klávesy
- James Griffin – zpěv, kytara, klávesy
- Robb Royer – kytara, baskytara, klávesy
- Mike Botts – bicí